# 姜士崙
姜士崙（？—？），字峻山，號平齋，浙江省嚴州府遂安縣（浙江省淳安縣千島湖鎮）人，清朝政治人物、進士出身。

## 生平
康熙五十九年，鄉試中舉。雍正八年（1730年），登庚戌科進士。雍正十三年，擔任文安縣知縣。乾隆八年，擔任天津河防同知。乾隆十三年，改任歸德府知府。